# Три забата
„Три забата” (енгл. The Adventure of the Three Gables) је једна од 56 приповедака о Шерлоку Холмсу које је написао Артур Конан Дојл и једна је од дванаест прича у циклусу сакупљеном као Архива Шерлока Холмса (1927). Први пут је објављен у часопису The Strand Magazine 1926. као серијал.

## Радња
Прича почиње посетом Стива Диксија, црнца и кукавичког грубијана, Улици Бејкер 221б који упозорава Шерлока Холмса да се држи подаље од Хароуа. Иако је Дикси дошао да застраши Холмса, Холмс обезбеђује Диксијеву будућу сарадњу претећи да ће рећи шта зна о сумњивој Перкинсовој смрти у коју је Дикси био укључен. Диксијев шеф је Барни Стокдејл, и он мора да је повезан са случајем Хароу Велд, за који је Холмс управо сазнао из поруке од Мери Мејберли, даме која живи у кући познатој као „Три забата” у Хароу Велду.
Госпођа Мејберли је старија жена чији је син недавно преминуо у Риму. Тамо је био аташе. Неке необичне ствари су се десиле у „Три забата”. Госпођа Мејберли је тамо живела скоро две године и за све то време привукла је врло мало пажње својих комшија. Изненада, међутим, код ње је недавно дошао један човек и понудио јој да купи њену кућу и сав намештај у њој. Није баш била вољна да то уради, посебно након што јој је адвокат, господин Сутро, рекао да ће јој правни уговор који је сачинио овај потенцијални купац забранити да уклони било какву имовину из куће када се исели.
Док она прича ову причу Холмсу, он постаје свестан да неко прислушкује разговор. Отвара врата и уводи Сузан, служавку која шишти. Холмс успева да утврди да је Сузан пренела Барнију Стокдејлу чињеницу да је њена господарица ангажовала Шерлока Холмса, и да је то убрзало посету Стива Диксија. Холмс такође сазнаје да је једна богата жена унајмила Барнија Стокдејла и његове грубијане да ураде њен прљави посао. Сузан је такође члан банде, али неће одати све њихове тајне. Она одлази раздрагана.
Очигледно, ова жена жели нешто што је недавно ушло у кућу. Холмс, видевши неке ковчеге са италијанским називима места на њима, схвата да ствари њеног покојног сина Дагласа морају да држе кључ. Он даје упутства госпођи Мејберли да покуша да натера господина Сутроа да проведе неколико ноћи у „Три забата”, како би чувао кућу.
Холмс проналази Диксија напољу, како држи кућу под надзором. Дикси је сада склон да помогне Холмсу ако може, како би избегао било какву индискретну причу о случају Перкинса који је тако трагично дочекао свој крај. Он се, међутим, куне да не зна ко је ангажовао Барнија Стокдејла.
Холмс и доктор Вотсон се враћају у „Три забата” да истраже провалу која се тамо догодила. Провалници су хлороформисали госпођу Мејберли и украли неку белешку из ствари њеног сина. Она је, међутим, успела да сачува део једног листа папира.
Полицијски инспектор на месту догађаја третира ствар као обичну провалу, али Холмс зна боље. Он испитује део рукописа који је задржала госпођа Мејберли, и чини се да је то крај језивог романа. Холмс је запањен необичном формулацијом; прича се нагло мења из приповедања у трећем лицу у приповедање у првом лицу. Написан је Дагласовим рукописом; па се чини да се он ставља у причу коју је писао.
Холмс и Вотсон одлазе да виде Исадору Клајн, богату жену која је навикла да добије оно што жели. Догађаји у „Три забата” и информације које је Холмс добио од Ленгдејла Пајка, „његове људске књиге референци о свим питањима друштвених скандала”, све су допринеле нечему. Испоставило се да је Даглас Мејберли у једном тренутку био у вези са Исадором Клајн. Она је прекинула њихову везу, а он се замало осветио тако што је написао танко прикривен извештај о њиховој афери, који би био објављен као роман. Сви у Лондону би закључили ко су ти ликови заиста, да је роман икада објављен. Исадора је установила да ниједан примерак никада није послат Дагласовом издавачу, али је схватила да он мора да има копију. Унајмила је Барнија Стокдејла и његове сараднике да обезбеде рукопис. Испрва је покушала легална средства, а када то није успело, прибегла је злочину. Она је спалила рукопис.
Холмс приморава Исадору да напише чек на 5.000 фунти како би госпођи Мејберли обезбедила првокласно путовање око света у замену за његово ћутање о Исадориним подлим пословима.

## Коментари
Приповетка је критикована због ослањања на расистичке стереотипе у приказу црног боксера Стива Диксија. Ово је упадљиво у супротности са Дојловим ранијим саосећајним приказом међурасног брака, у приповеци „Жуто лице” (1893).
Д. Мартин Дакин је написао да „ниједан Холмсов обожавалац не може да прочита ове сцене [са или о Стив Диксију] без да порумени”. Дакин је видео Холмсово грубо исмевање Диксију као потпуно ван карактера за детектива, и то је био један од разлога за његов закључак да је неко други, а не Дојл, заправо написао причу. Други, укључујући Волтера Понда, одбацили су Дакинов аргумент и закључили да нема разлога за сумњу у Дојлово ауторство.

## Историја објављивања
Приповетка је први пут објављена у америчком часопису Liberty у септембру 1926, као и у британском часопису The Strand Magazine у октобру исте године. Прича је објављена са шест илустрација Фредерика Дора Стила у часопису Liberty, и са четири илустрације Хауарда К. Елкока у часопису The Strand. Уврштена је у збирку кратких прича Архива Шерлока Холмса, која је објављена у Уједињеном Краљевству и САД у јуну 1927. године.

## Адаптације

### Телевизија
Серија Авантуре Шерлока Холмса, са Џеремијем Бретом у главној улози, адаптирала је ову причу са неколико разлика. Даглас Мејберли је приказан као унук Мери Мејберли уместо као њен син; он умире у кући своје баке након месец дана боловања од упале плућа изазване дивљачким батинама које је добио од унајмљених боксера госпође Клајн; Ленгдејл Пајк себе дефинише као доброћудног пандана Чарлса Огастуса Милвертона (епоним раније приче о уцењивачу, иако му је презиме мало другачије) и истиче да више потискује него што разоткрива; а Стив Дикси задржава извесно непријатељство према Холмсу и свађа се са Вотсоном током провале.
У CBS-овој савременој адаптацији Шерлока Холмса, серији Елементарно, премијерна епизода 2. сезоне, „Девети корак”, приказује случај који врло кратко укључује лик по имену Ленгдејл Пајк, власника компаније за производњу 3Д штампача коју Холмс тражи преко знака тражећи нешто од њега, који он дуже време држи пред сигурносном камером.
Епизода „Авантура плавог поларног медведа” из луткарске серије Шерлок Холмс, заснована је на овој причи и на приповеци „Плави гранат”. У њој се појављује Исадора Клајн као малолетничка шефица банде.

### Радио
Едит Мејзер је адаптирала ову приповетку епизоду америчке радио-серије Авантуре Шерлока Холмса која је емитована 12. новембра 1931, са Ричардом Гордоном као Холмсом и Лијем Ловелом као Вотсоном. Још једна епизода адаптирана из приче емитована је 7. априла 1935. (са Луисом Хектором као Холмсом и Ловелом као Вотсоном).
Мејзерова је такође адаптирала причу као епизоду америчке радио-серије Нове авантуре Шерлока Холмса која је емитована 18. јануара 1942, са Бејзилом Ратбоном као Холмсом и Најџелом Брусом као Вотсоном.
Радио адаптација приче емитована је 1964. на BBC Light програму, као део радио-серије из 1952–1969, у којој су се нашли Карлтон Хобс као Холмс и Норман Шели као Вотсон. Адаптирао ју је Мајкл Хардвик. У осталим улогама су били Френк Сингино као Стив Дикси и Селма Ваз Дијас као Исадора Клајн.
Приповетка је драматизован за BBC Radio 4 током 1994. године од стране Питера Линга као део радио-серије из 1989–1998. у којој су глумили Клајв Мерисон као Холмс и Мајкл Вилијамс као Вотсон, са Сузаном Корбет као Сузан Стокдејл и Мери Вимбуш као госпођом Мејберли. У овој адаптацији се наводи да је „Ленгдејл Пајк” изведен од планинских врхова познатих као Ленгдејл Пајкс, а да је његово право име Кларенс Гејбл.
Године 2007, прича је адаптирана као епизода Класичних авантура Шерлока Холмса, серије у америчкој радио-емисији Imagination Theatre, са Џоном Патриком Лоуријем као Холмсом и Лоренсом Албертом као Вотсоном. Као и у адаптацији из 1994. године, у епизоди се наводи да је „Лангдејл Пајк” псеудоним. У овој адаптацији, он је разбаштињени члан племићке породице и његово право име се наводи као Лорд Питер.